# Kafr asz-Szajch
Kafr asz-Szajch – miasto w północnym Egipcie, ośrodek administracyjny muhafazy Kafr asz-Szajch, w Delcie Nilu.